# مخروط نخاعی
مخروط نخاعی (به انگلیسی: Conus Medullaris)، قسمت پایانی تنه طناب نخاعی بوده که به دلیل شکل مخروطی به این نام خوانده می‌شود.طناب نخاعی در سطح اولین (L1) یا دومین مهره کمری(L2) خاتمه می‌یابد. به مخروط انتهایی، مخروط نخاعی نیز گفته می‌شود. از برجستگی کمری به پایین، طناب نخاعی باریک شده و ناحیه مخروط انتهایی که حاوی قطعات خاجی نخاع است، ایجاد می‌گردد.قطعات خاجی (ساکرال) طناب نخاعی از S1 تا S5 نامگذاری می‌شوند (همانند عصب نخاعی مربوطه).

## نشانگان
نشانگان مخروط نخاعی (به انگلیسی: Conus medullaris syndrome) بیانگر مجموعه علایمی است که به علت آسیب انتهایی‌ترین قسمت تنه نخاع به نام مخروط نخاعی ایجاد می‌گردد. بخش پایانی تنه نخاع، حاوی قطعات خاجی (ساکرال) است (یعنی S۱ تا S۵).

## سطح آسیب
نخاع از قسمت پایینی بصل النخاع در سطح نخستین مهره گردنی بنام اطلس آغاز می‌شود و بین مهره اول و دوم کمری پایان می‌یابد.در برخی از کتاب‌های کالبدشناسی اعصاب، سطح قسمت مخروط نخاعی (بخش پایانی نخاع) نسبت به مهره‌های کمری، ممکن است تا حدی با یکدیگر تفاوت داشته باشند.در فرد بالغ، انتهای تحتانی نخاع در سطح مهره L۱ یا L۲ و گاهی حتی L۳ است.

## علل
برخی از عواملی که ممکن است باعث ایجاد سندرم مخروط نخاعی گردند عبارتند از:
- فتق دیسک بین مهره‌ای در سطح مهره اول و دوم کمری (L۱-L۲)
- آسیب‌های شریانی
- ضایعه مهره‌ای در سطح L۱
- در برخی موارد به هنگام جراحی‌های شکمی

## علایم
(Conus terminalis)بیمار ترکیبی از نمودهای مرکزی(علایم نورون حرکتی فوقانی) و محیطی (علایم نورون حرکتی تحتانی) را نشان می‌دهد که ممکن است تنها نشانه مرکزی، وجود علامت بابنسکی و نشانه‌های محیطی به صورت عدم رفلکس(آرفلکسی) و فلج شل پاها باشد. به‌طور کلی، ضایعه در ناحیه مخروط نخاعی ممکن است با علایم ذیل همرا باشد:
- فلج مثانه و راست‌روده
- مشکلات جنسی(ضعف و ناتوانی جنسی)
- ضعف یا فلج حرکتی پاها
- اختلال حسی در ناحیه کفل‌ها